# 溶液重合
溶液重合（ようえきじゅうごう、英: Solution polymerization）は、溶媒中で重合反応を行う方法である。溶液重合で使う溶媒はモノマーとも触媒（重合開始剤）とも反応しにくいものが使われる。溶媒が熱を吸収するため重合の反応熱は調整しやすいが、反応速度は遅い。溶媒の管理が難しいため工業的にはあまり使われる方法ではない。